# Gregor Kobel
Gregor Kobel (Zurigo, 6 dicembre 1997) è un calciatore svizzero, portiere del Borussia Dortmund, di cui è vice-capitano, e della nazionale svizzera.

## Biografia
Suo padre Peter era un professionista nell'hockey.

## Carriera

### Club

#### Inizi, Hoffenheim e prestito all'Augusta
Cresciuto nei settori giovanili di Zurigo e Grasshoppers, nel 2014 si trasferisce all'Hoffenheim, con cui esordisce in prima squadra il 12 agosto 2017, nella partita di Coppa di Germania vinta per 0-1 contro il Rot-Weiß Erfurt. Il 25 settembre 2018 esordisce in Bundesliga con i biancoblù nel successo per 1-3 in casa dell'Hannover 96.
Il 3 gennaio 2019 viene ceduto in prestito all'Augusta. Viene impiegato come titolare dei bavaresi, fornendo buone prestazioni.

#### Stoccarda
Tornato all'Hoffenheim, il 24 giugno 2019 viene ceduto nuovamente a titolo temporaneo, questa volta allo Stoccarda.
Il 28 luglio 2020, dopo avere contribuito al raggiungimento della promozione in Bundesliga del club, viene riscattato dai biancorossi con cui firma un contratto valido sino a giugno 2024.

#### Borussia Dortmund
Il 31 maggio 2021 firma per il Borussia Dortmund.
Al Dortmund s'impone sin da subito come titolare, venendo pure incluso nella top 11 della Bundesliga nella stagione 2022-2023.
Nel 2023-2024 è protagonista in positivo del cammino dei gialloneri in Champions League contribuendo a farli arrivare in finale; tuttavia in finale il club tedesco è stato sconfitto per 2-0 dal Real Madrid.

### Nazionale
Tra il 2014 e il 2018 ha militato in tutte le nazionali giovanili svizzere dall'under-17 all'under-21.
Nel maggio 2017 viene convocato per la prima volta in nazionale maggiore.
Non viene convocato per Euro 2020, salvo poi prendere il posto dell'infortunato Jonas Omlin a torneo in corso.
Il 1º settembre 2021 fa il suo esordio con la massima selezione svizzera in amichevole contro la Grecia.
Il 9 novembre 2022 viene incluso nella lista dei convocati per i Mondiali in Qatar; nonostante fosse stato chiamato come riserva di Yann Sommer, viene impiegato nella sfida vinta 3-2 ai gironi contro la Serbia al posto del titolare infortunato.
Il 7 giugno 2024 viene inserito nella lista dei convocati per gli europei in Germania. Secondo di Sommer anche in questo caso, contrariamente rispetto ai Mondiali nel corso del torneo non viene impiegato in nessuna delle cinque gare disputate dagli svizzeri che sono stati eliminati ai quarti dall'Inghilterra dopo i tiri di rigore.
Al termine della rassegna continentale Sommer annuncia il proprio ritiro dalla nazionale e, contestualmente, Kobel diventa il nuovo portiere titolare degli elvetici.

## Statistiche

### Presenze e reti nei club
Statistiche aggiornate al 5 luglio 2025.
| Stagione                 | Squadra                  | Campionato               | Campionato | Campionato | Coppe nazionali | Coppe nazionali | Coppe nazionali | Coppe continentali | Coppe continentali | Coppe continentali | Altre coppe | Altre coppe | Altre coppe | Totale | Totale | Totale |
| Stagione                 | Squadra                  | Comp                     | Pres       | Reti       | Comp            | Pres            | Reti            | Comp               | Pres               | Reti               | Comp        | Pres        | Reti        | Pres   | Reti   |        |
| ------------------------ | ------------------------ | ------------------------ | ---------- | ---------- | --------------- | --------------- | --------------- | ------------------ | ------------------ | ------------------ | ----------- | ----------- | ----------- | ------ | ------ | ------ |
| 2015-2016                | Hoffenheim II            | RL                       | 5          | -2         | -               | -               | -               | -                  | -                  | -                  | -           | -           | -           | 5      | -2     |        |
| 2016-2017                | Hoffenheim II            | RL                       | 26         | -24        | -               | -               | -               | -                  | -                  | -                  | -           | -           | -           | 26     | -24    |        |
| 2017-2018                | Hoffenheim II            | RL                       | 8          | -10        | -               | -               | -               | -                  | -                  | -                  | -           | -           | -           | 8      | -10    |        |
| 2018-gen. 2019           | Hoffenheim II            | RL                       | 4          | -4         | -               | -               | -               | -                  | -                  | -                  | -           | -           | -           | 4      | -4     |        |
| Totale Hoffenheim II     | Totale Hoffenheim II     | Totale Hoffenheim II     | 43         | -40        |                 | -               | -               |                    | -                  | -                  |             | -           | -           | 43     | -40    |        |
| 2017-2018                | Hoffenheim               | BL                       | 0          | 0          | CG              | 2               | -1              | UCL+UEL            | 0+1                | -1                 | -           | -           | -           | 3      | -2     |        |
| 2018-gen. 2019           | Hoffenheim               | BL                       | 1          | -1         | CG              | 2               | -3              | UCL                | 0                  | 0                  | -           | -           | -           | 3      | -4     |        |
| Totale Hoffenheim        | Totale Hoffenheim        | Totale Hoffenheim        | 1          | -1         |                 | 4               | -4              |                    | 1                  | -1                 |             | -           | -           | 6      | -6     |        |
| gen.-giu. 2019           | Augusta                  | BL                       | 16         | -42        | CG              | 2               | -2              | -                  | -                  | -                  | -           | -           | -           | 18     | -44    |        |
| 2019-2020                | Stoccarda                | 2.BL                     | 31         | -37        | CG              | 0               | 0               | -                  | -                  | -                  | -           | -           | -           | 31     | -37    |        |
| 2020-2021                | Stoccarda                | BL                       | 33         | -54        | CG              | 1               | 0               | -                  | -                  | -                  | -           | -           | -           | 34     | -54    |        |
| Totale Stoccarda         | Totale Stoccarda         | Totale Stoccarda         | 64         | -91        |                 | 1               | 0               |                    | -                  | -                  |             | -           | -           | 65     | -91    |        |
| 2021-2022                | Borussia Dortmund        | BL                       | 29         | -39        | CG              | 2               | -2              | UCL+UEL            | 6+2                | -11 + -6           | SG          | 1           | -3          | 40     | -61    |        |
| 2022-2023                | Borussia Dortmund        | BL                       | 27         | -32        | CG              | 4               | -3              | UCL                | 4                  | -2                 | -           | -           | -           | 35     | -37    |        |
| 2023-2024                | Borussia Dortmund        | BL                       | 27         | -34        | CG              | 3               | -3              | UCL                | 12                 | -10                | -           | -           | -           | 42     | -49    |        |
| 2024-2025                | Borussia Dortmund        | BL                       | 32         | -47        | CG              | 2               | -1              | UCL                | 13                 | -19                | Cmc         | 5           | -7          | 52     | -74    |        |
| Totale Borussia Dortmund | Totale Borussia Dortmund | Totale Borussia Dortmund | 115        | -152       |                 | 11              | -9              |                    | 37                 | -50                |             | 6           | -10         | 168    | -221   |        |
| Totale carriera          | Totale carriera          | Totale carriera          | 239        | -326       |                 | 18              | -15             |                    | 38                 | -51                |             | 6           | -10         | 301    | -402   |        |

### Cronologia presenze e reti in nazionale
| Cronologia completa delle presenze e delle reti in nazionale ― Svizzera | Cronologia completa delle presenze e delle reti in nazionale ― Svizzera | Cronologia completa delle presenze e delle reti in nazionale ― Svizzera | Cronologia completa delle presenze e delle reti in nazionale ― Svizzera | Cronologia completa delle presenze e delle reti in nazionale ― Svizzera | Cronologia completa delle presenze e delle reti in nazionale ― Svizzera | Cronologia completa delle presenze e delle reti in nazionale ― Svizzera | Cronologia completa delle presenze e delle reti in nazionale ― Svizzera |
| Data                                                                    | Città                                                                   | In casa                                                                 | Risultato                                                               | Ospiti                                                                  | Competizione                                                            | Reti                                                                    | Note                                                                    |
| ----------------------------------------------------------------------- | ----------------------------------------------------------------------- | ----------------------------------------------------------------------- | ----------------------------------------------------------------------- | ----------------------------------------------------------------------- | ----------------------------------------------------------------------- | ----------------------------------------------------------------------- | ----------------------------------------------------------------------- |
| 1-9-2021                                                                | Basilea                                                                 | Svizzera                                                                | 2 – 1                                                                   | Grecia                                                                  | Amichevole                                                              | -1                                                                      |                                                                         |
| 29-3-2022                                                               | Zurigo                                                                  | Svizzera                                                                | 1 – 1                                                                   | Kosovo                                                                  | Amichevole                                                              | -1                                                                      |                                                                         |
| 5-6-2022                                                                | Lisbona                                                                 | Portogallo                                                              | 4 – 0                                                                   | Svizzera                                                                | UEFA Nations League 2022-2023 - 1º turno                                | -4                                                                      |                                                                         |
| 2-12-2022                                                               | Doha                                                                    | Serbia                                                                  | 2 – 3                                                                   | Svizzera                                                                | Mondiali 2022 - 1º turno                                                | -2                                                                      |                                                                         |
| 16-6-2023                                                               | Andorra la Vella                                                        | Andorra                                                                 | 1 – 2                                                                   | Svizzera                                                                | Qual. Euro 2024                                                         | -1                                                                      |                                                                         |
| 5-9-2024                                                                | Copenaghen                                                              | Danimarca                                                               | 2 – 0                                                                   | Svizzera                                                                | UEFA Nations League 2024-2025 - 1º turno                                | -2                                                                      |                                                                         |
| 8-9-2024                                                                | Ginevra                                                                 | Svizzera                                                                | 1 – 4                                                                   | Spagna                                                                  | UEFA Nations League 2024-2025 - 1º turno                                | -4                                                                      |                                                                         |
| 12-10-2024                                                              | Leskovac                                                                | Serbia                                                                  | 2 – 0                                                                   | Svizzera                                                                | UEFA Nations League 2024-2025 - 1º turno                                | -2                                                                      |                                                                         |
| 15-10-2024                                                              | San Gallo                                                               | Svizzera                                                                | 2 – 2                                                                   | Danimarca                                                               | UEFA Nations League 2024-2025 - 1º turno                                | -2                                                                      |                                                                         |
| 15-11-2024                                                              | Zurigo                                                                  | Svizzera                                                                | 1 – 1                                                                   | Serbia                                                                  | UEFA Nations League 2024-2025 - 1º turno                                | -1                                                                      |                                                                         |
| 21-3-2025                                                               | Belfast                                                                 | Irlanda del Nord                                                        | 1 – 1                                                                   | Svizzera                                                                | Amichevole                                                              | -1                                                                      |                                                                         |
| 7-6-2025                                                                | Salt Lake City                                                          | Messico                                                                 | 2 – 4                                                                   | Svizzera                                                                | Amichevole                                                              | -2                                                                      |                                                                         |
| 10-6-2025                                                               | Nashville                                                               | Stati Uniti                                                             | 0 – 4                                                                   | Svizzera                                                                | Amichevole                                                              | -                                                                       |                                                                         |
| Totale                                                                  |                                                                         | Presenze                                                                | 13                                                                      |                                                                         | Reti                                                                    | -23                                                                     |                                                                         |

| Cronologia completa delle presenze e delle reti in nazionale ― Svizzera under 21 | Cronologia completa delle presenze e delle reti in nazionale ― Svizzera under 21 | Cronologia completa delle presenze e delle reti in nazionale ― Svizzera under 21 | Cronologia completa delle presenze e delle reti in nazionale ― Svizzera under 21 | Cronologia completa delle presenze e delle reti in nazionale ― Svizzera under 21 | Cronologia completa delle presenze e delle reti in nazionale ― Svizzera under 21 | Cronologia completa delle presenze e delle reti in nazionale ― Svizzera under 21 | Cronologia completa delle presenze e delle reti in nazionale ― Svizzera under 21 |
| Data                                                                             | Città                                                                            | In casa                                                                          | Risultato                                                                        | Ospiti                                                                           | Competizione                                                                     | Reti                                                                             | Note                                                                             |
| -------------------------------------------------------------------------------- | -------------------------------------------------------------------------------- | -------------------------------------------------------------------------------- | -------------------------------------------------------------------------------- | -------------------------------------------------------------------------------- | -------------------------------------------------------------------------------- | -------------------------------------------------------------------------------- | -------------------------------------------------------------------------------- |
| 10-11-2016                                                                       | Marbella                                                                         | Russia under 21                                                                  | 1 – 2                                                                            | Svizzera under 21                                                                | Amichevole                                                                       | -1                                                                               |                                                                                  |
| 13-6-2017                                                                        | Bienne                                                                           | Svizzera under 21                                                                | 1 – 0                                                                            | Bosnia ed Erzegovina under 21                                                    | Qual. Europeo Under-21 2019                                                      | -                                                                                |                                                                                  |
| 1-9-2017                                                                         | Bienne                                                                           | Svizzera under 21                                                                | 0 – 3                                                                            | Galles under 21                                                                  | Qual. Europeo Under-21 2019                                                      | -3                                                                               |                                                                                  |
| 5-9-2017                                                                         | Ovidiu                                                                           | Romania under 21                                                                 | 1 – 1                                                                            | Svizzera under 21                                                                | Qual. Europeo Under-21 2019                                                      | -1                                                                               |                                                                                  |
| 6-10-2017                                                                        | Lugano                                                                           | Svizzera under 21                                                                | 0 – 2                                                                            | Romania under 21                                                                 | Qual. Europeo Under-21 2019                                                      | -2                                                                               |                                                                                  |
| 10-10-2017                                                                       | Vaduz                                                                            | Liechtenstein under 21                                                           | 0 – 2                                                                            | Svizzera under 21                                                                | Qual. Europeo Under-21 2019                                                      | -                                                                                |                                                                                  |
| 14-11-2017                                                                       | Paços de Ferreira                                                                | Portogallo under 21                                                              | 2 – 1                                                                            | Svizzera under 21                                                                | Qual. Europeo Under-21 2019                                                      | -2                                                                               |                                                                                  |
| 25-5-2018                                                                        | Bienne                                                                           | Svizzera under 21                                                                | 2 – 1                                                                            | Francia under 21                                                                 | Amichevole                                                                       | -1                                                                               |                                                                                  |
| 16-10-2018                                                                       | Newport                                                                          | Galles under 21                                                                  | 3 – 1                                                                            | Svizzera under 21                                                                | Qual. Europeo Under-21 2019                                                      | -3                                                                               |                                                                                  |
| Totale                                                                           |                                                                                  | Presenze                                                                         | 9                                                                                |                                                                                  | Reti                                                                             | -13                                                                              |                                                                                  |

## Palmarès

### Individuale
- Squadra della stagione della UEFA Champions League: 1

2023-2024